# Siltjärnarna
Siltjärnarna är varandra näraliggande sjöar i Bergs kommun i Jämtland och ingår i Ljungans huvudavrinningsområde.
- Siltjärnarna (Åsarne socken, Jämtland, 697063-138991), sjö i Bergs kommun, 62°49′47″N 13°38′41″Ö / 62.8298°N 13.6447°Ö
- Siltjärnarna (Åsarne socken, Jämtland, 697091-138985), sjö i Bergs kommun, 62°49′56″N 13°38′36″Ö / 62.8323°N 13.6434°Ö